# 丘魯瓜拉
丘魯瓜拉（西班牙語：Churuguara）是委內瑞拉的城市，位於該國西北部法爾孔州，是費德拉西翁市的首府，海拔高度936米，主要經濟活動有農業，2000年人口10,800。

## 相關資料
1. ↑  .   [2023-05-21]. （原始内容存档于2016-12-11）.